# Chionaema nigromarginata
Chionaema nigromarginata är en fjärilsart som beskrevs av Rothschild 1936. Chionaema nigromarginata ingår i släktet Chionaema och familjen björnspinnare. Inga underarter finns listade i Catalogue of Life.